# Chrysler Pacifica
De Chrysler Pacifica is een wagen van het Amerikaanse automerk Chrysler. De SUV is gebaseerd op de gelijknamige conceptwagen uit 1999. In 2004 werd een nieuw prototype voorgesteld en amper drie maanden later werd de productieversie voorgesteld op de New York International Auto Show.
De Dodge Journey wordt vaak als onofficiële opvolger gezien uit de Chrysler Group.